# Zona di transizione

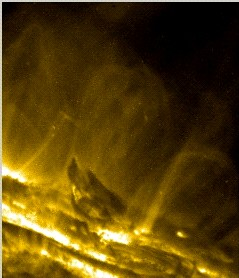
Immagine alla lunghezza d'onda di 19,5 nm della corona solare ripreso dal telescopio spaziale TRACE.

La zona di transizione solare è una regione dell'atmosfera del Sole, compresa tra la cromosfera e la corona solare; è visibile dallo spazio con l'ausilio di telescopi sensibili agli ultravioletti.

## Descrizione
La zona di transizione è sede di alcune importanti transizioni dell'atmosfera solare:
- Al di sotto, la gravità domina la forma di gran parte delle strutture, tanto che il Sole può essere descritto in termini di stratificazioni e strutture orizzontali (come le macchie solari); al di sopra, sono le forze dinamiche a prevalere e a dominare le strutture; la zona di transizione stessa non è uno strato ben definito ad una particolare altitudine.
- Al di sotto, gran parte dell'elio non è completamente ionizzato e irradia energia efficacemente; al di sopra, l'elio è completamente ionizzato. Questo ha un profondo effetto sull'equilibrio termico (vedi sotto).
- Al di sotto, la materia è opaca a particolari colori associati alle linee spettrali, così gran parte delle linee spettrali formatesi al di sotto della zona di transizione sono linee di assorbimento nell'infrarosso, nella luce visibile e nel vicino ultravioletto, mentre molte delle linee formate al di sopra o nella zona di transizione sono linee di emissione nell'ultravioletto e nei raggi X. Ciò fa del trasferimento radiativo dell'energia attraverso la zona di transizione un processo notevolmente complesso.
- Al di sotto, la pressione del gas e la fluidodinamica dominano il movimento e la forma delle strutture; al di sopra, è invece il magnetismo a dominare, creando differenti esemplificazioni della magnetoidrodinamica.[3] La stessa zona di transizione non è in parte ben studiata a causa della sua notevole complessità e unicità.

## Il ruolo dell'elio
L'elio ionizzato gioca un ruolo fondamentale nella formazione della corona solare: quando la materia solare è sufficientemente fredda da consentire solo una parziale ionizzazione dell'elio (che trattiene dunque uno dei suoi due elettroni), la materia si raffredda per irraggiamento in modo molto efficace attraverso la radiazione di corpo nero e del Lyman continuum dell'elio. Questa condizione si verifica nella parte più esterna della cromosfera, dove la temperatura è di poche decine di migliaia di kelvin.
Con un lieve aumento di calore l'elio si ionizza completamente, cessa di agire il Lyman continuum, e quindi diminuisce la radiazione. La temperatura sale rapidamente fino a circa un milione di kelvin, la temperatura della corona solare. Questo fenomeno è chiamato catastrofe in temperatura ed è una transizione di fase analoga all'ebollizione dell'acqua; infatti, i fisici si riferiscono a questo processo come ad una evaporazione, similmente a quanto avviene con l'acqua. Allo stesso modo, se la quantità di calore applicata alla materia coronale venisse lievemente ridotta, questa materia si raffredderebbe rapidamente fino a circa centomila kelvin, creando una condensa. La zona di transizione è formata da materiale a temperatura prossima o coincidente a quella della catastrofe in temperatura.
La zona di transizione è visibile nelle immagini riprese negli ultravioletti dalla sonda TRACE, dove appare come una debole nebulosità sopra la superficie scura (vista con gli ultravioletti) del Sole e al di sotto della corona. Questa struttura circonda anche altre strutture scure come le protuberanze solari, formate da materiale condensato sospeso dal campo magnetico a quote coronali.